# Grotte de Sakany
La grotte de Sakany est un ensemble de cavités du département de l'Ariège, sur la commune de Quié.

## Spéléométrie
La dénivellation de la grotte de Sakany est de 138 m (-80 ; +58) pour un développement de 6 000 m.

## Géologie
La cavité se développe dans les calcaires d'âges jurassiques et éocrétacés.
La grotte présente un ensemble très dense de conduits : le réseau de 6 kilomètres s'inscrit dans un cube de 170 × 150 × 150 m.

## Archéologie
La grotte a fait l'objet de fouilles anciennes.

## Galerie de photographies

Grotte de Sakany
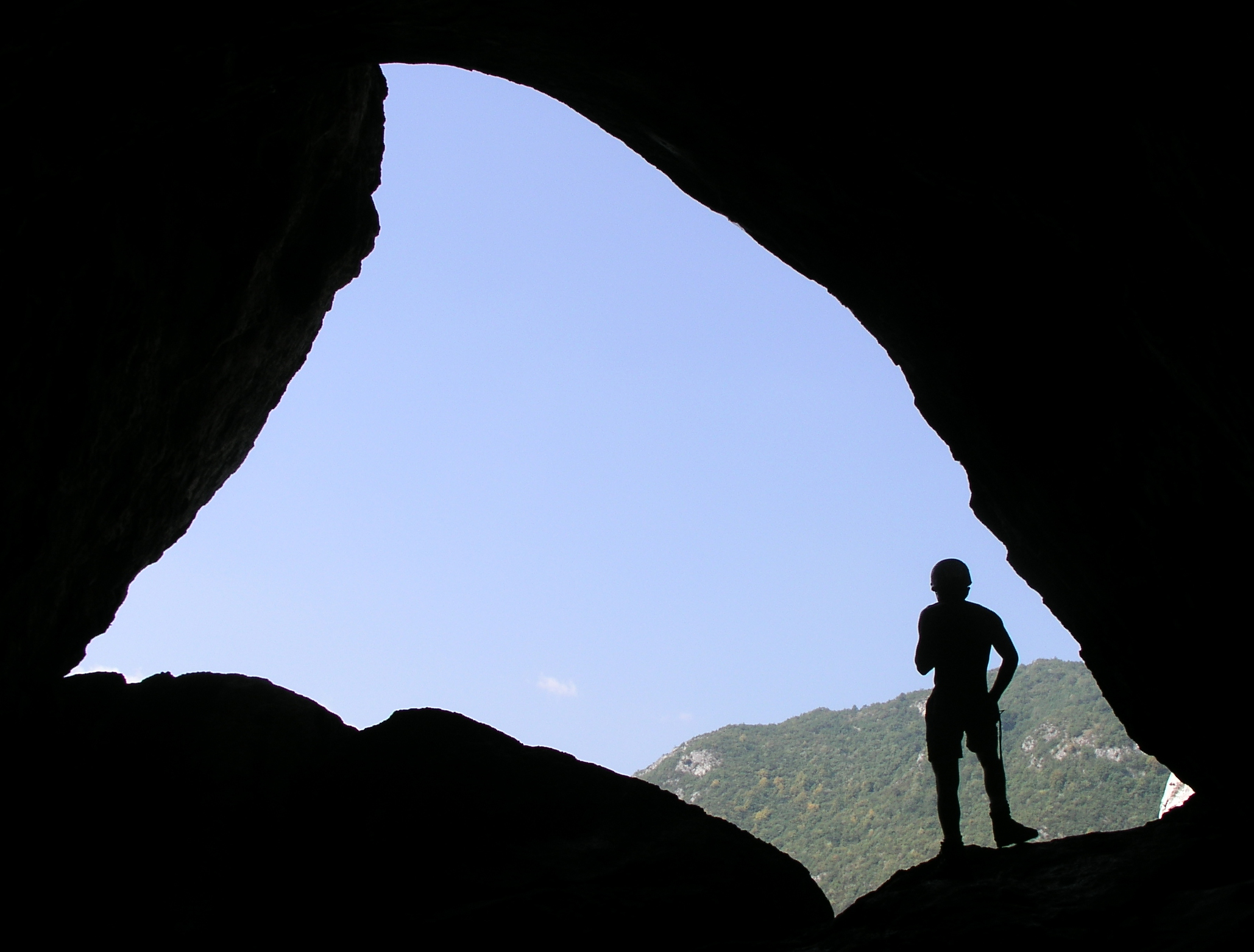
Entrée de la Grille.
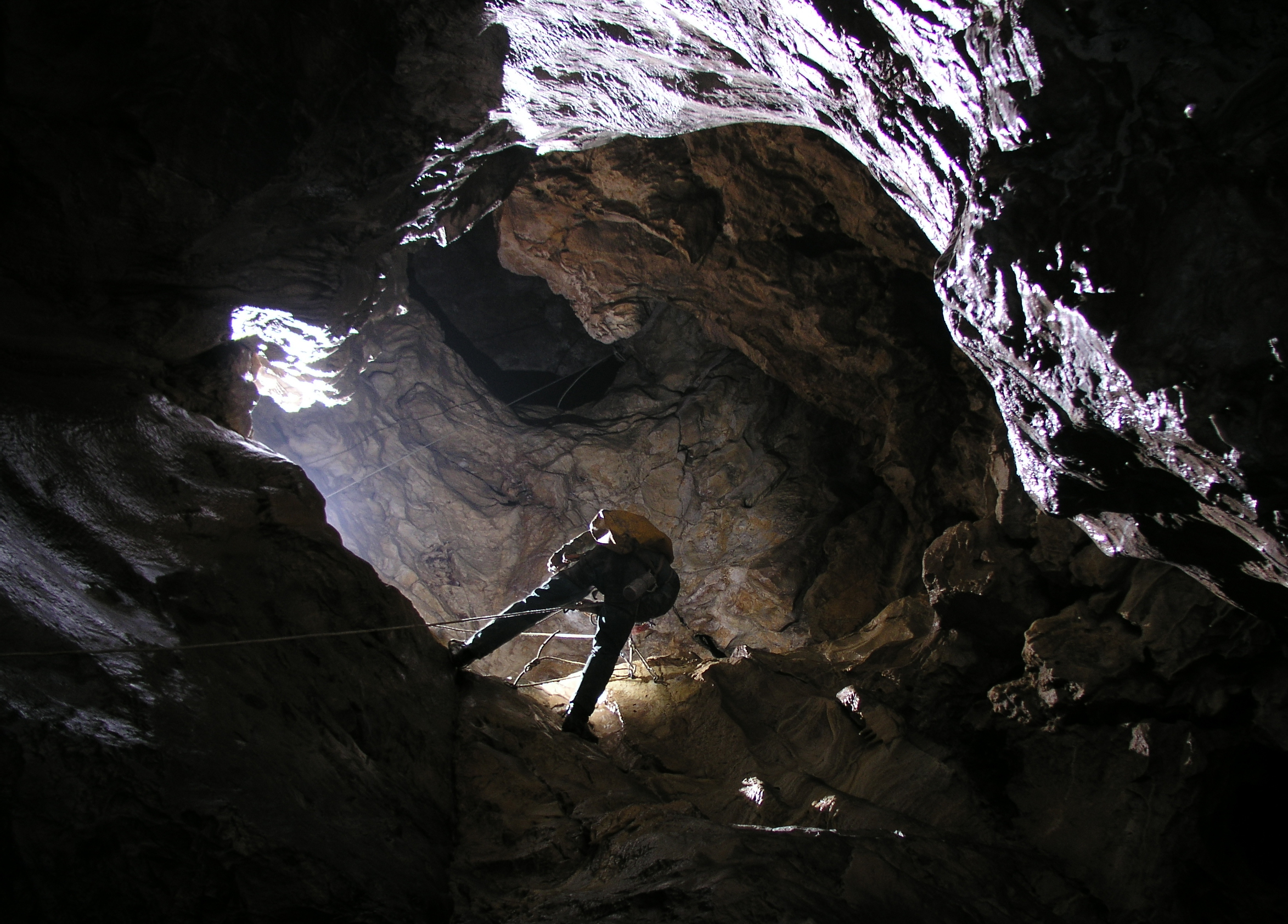
Puits de la grotte de Sakany.
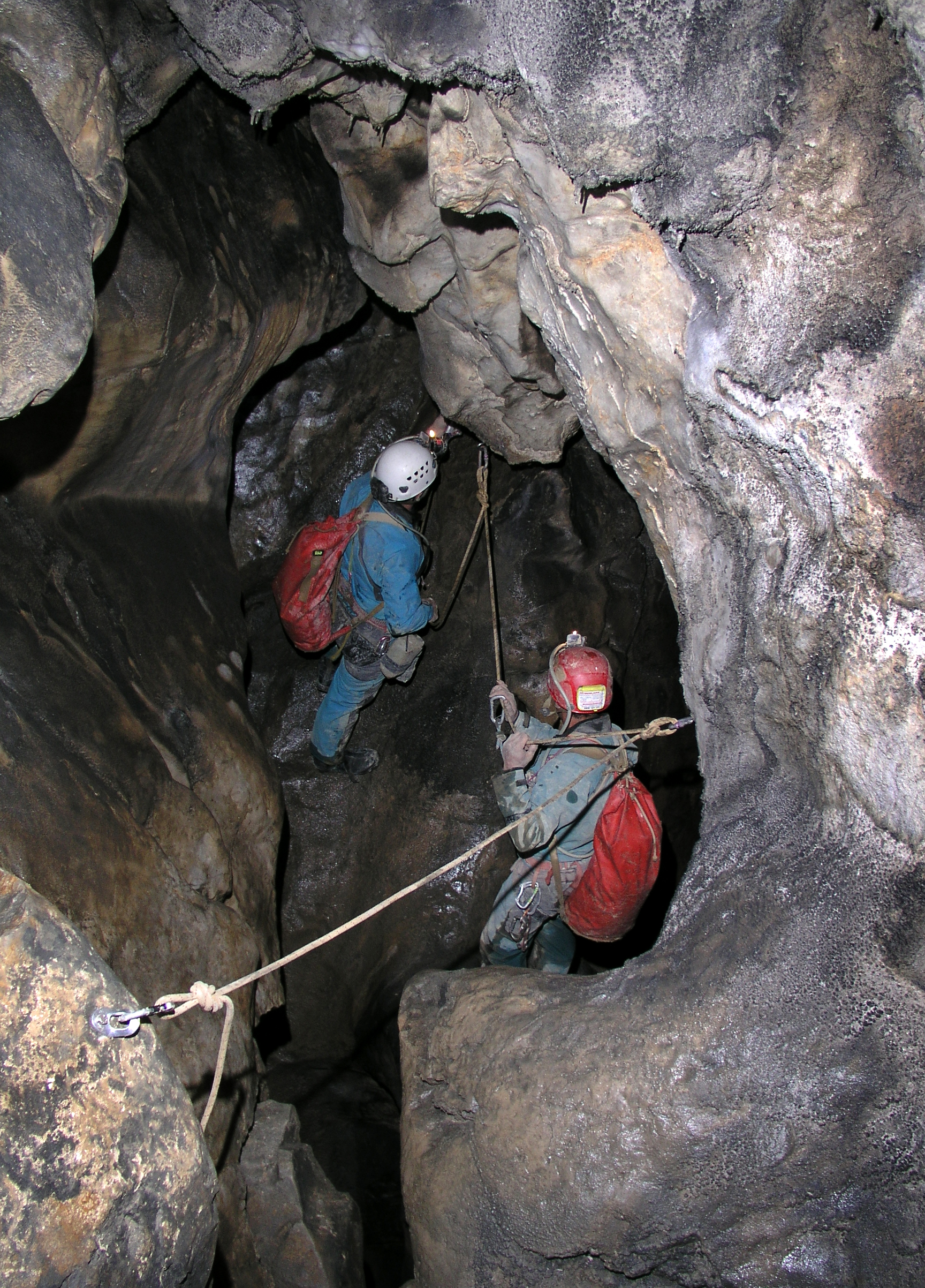
Equipement des puits de la grotte de Sakany.
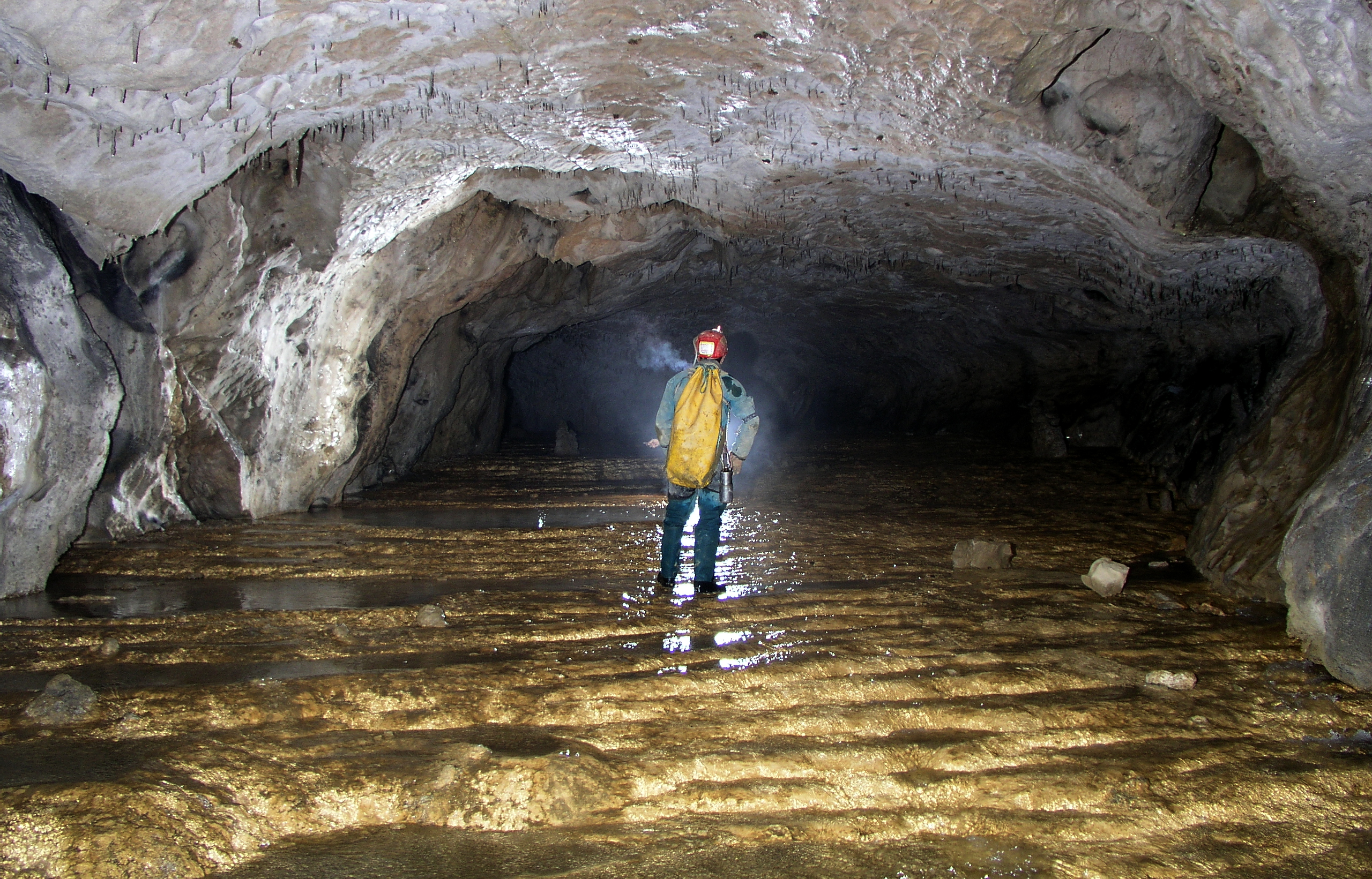
Galerie du Métro.
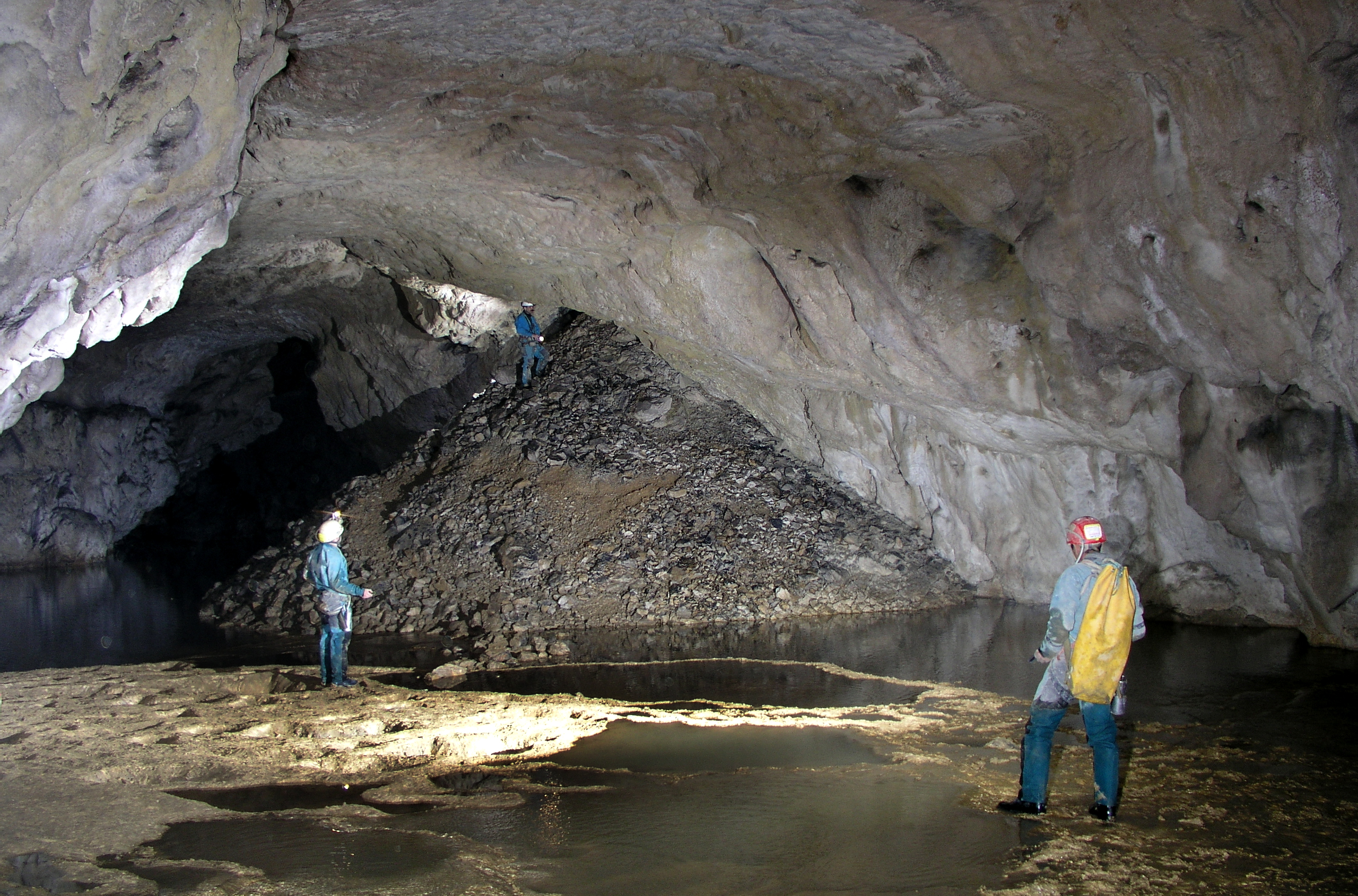
Galerie du Métro terminée par un éboulis.